# Ask a Mexican

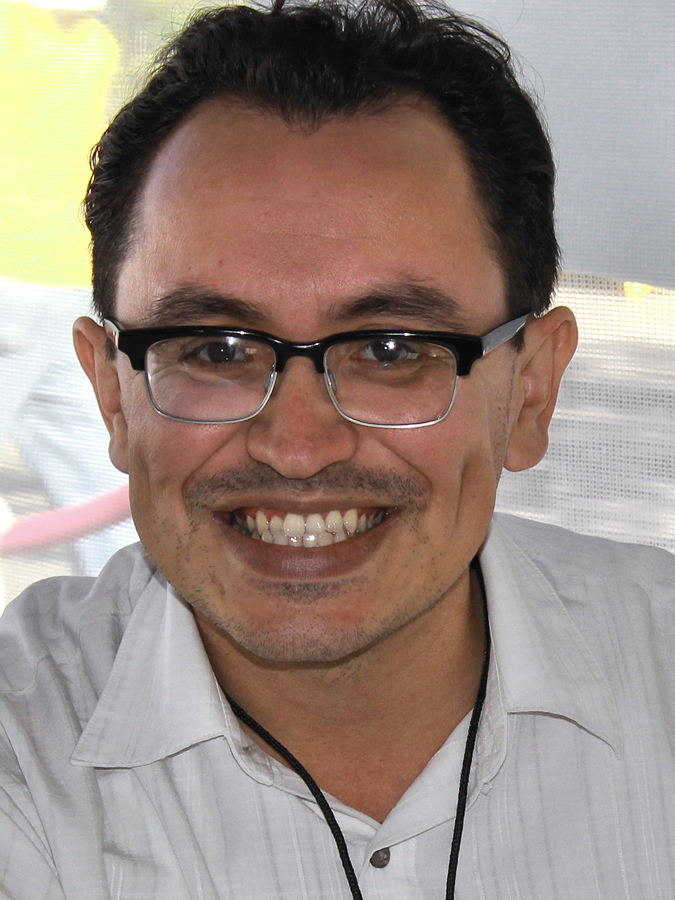
Gustavo Arellano en el Festival del Libro de Texas (Texas Book Festival) 2012.

¡Ask a Mexican! (en español: ¡Pregúntale a un mexicano!) fue una columna satírica semanal sindicada escrita por Gustavo Arellano en el OC Weekly de Orange County, California. La publicación de ¡Ask a Mexican! comenzó en 2004 como una farsa de una sola vez, pero la popularidad la ha convertido en una de las columnas más populares del semanario.

## Historia
Cada semana, los lectores envían sus preguntas sobre la gente y la cultura mexicano-estadounidense, incluyendo sus costumbres, asuntos laborales y el tema de la inmigración ilegal. Arellano suele responder a dos preguntas por semana de manera políticamente incorrecta, a menudo comenzando con las palabras «Querido Gabacho». La columna aparece en alrededor de una docena de periódicos en todo el país. Arellano ha ganado numerosos premios por la columna, incluyendo el de Mejor Columna No Política en 2006 y 2008 en un semanario de gran circulación de la Asociación de Semanarios Alternativos, el Premio del Presidente en 2007 del Club de Prensa de Los Ángeles y un Premio Impacto de la Coalición Nacional de Medios Hispanos, y un premio de Espíritu Latino en 2008 del Caucus Legislativo Latino de California.
Las columnas fueron recogidas en forma de libro en 2008 como ¡Ask a Mexican! (Scribners, ISBN 978-1416540038).
El 13 de octubre de 2017, Arellano renunció a su puesto en OC Weekly después de rechazar la directiva de su propietario de despedir a la mitad de su personal. Le dijo a Tom Leykis que el periódico es dueño del «copyright» (en realidad, marca registrada) del nombre ¡Ask a Mexican!, pero que tenía la intención de seguir escribiendo para otros ámbitos.